# Fitz Roy (Santa Cruz)
Fitz Roy es una localidad del departamento Deseado en la provincia de Santa Cruz en la República Argentina. Su comienzo fue mediante un decreto presidencial en el año 1921 junto a varias localidades, el tren le dio vida, su comisión de fomento es compartida con la localidad de Jaramillo, a solo 22 kilómetros sobre la Ruta Nacional 281.
Las principales vías de comunicación son la Ruta Nacional 3 y la ruta provincial 43. Se ubica a 230 m s. n. m. en plena meseta patagónica. En las estancias cercanas, se practica la ganadería ovina.

## Toponimia
Su singular nombre recuerda al vicealmirante Robert Fitz Roy (o Robert FitzRoy) (* Suffolk, Inglaterra; 5 de julio de 1805 – † 30 de abril de 1865), descendiente de Carlos II de Inglaterra, fue oficial de la Marina Real Británica. Se hizo célebre como capitán del HMS Beagle, el barco en el que Charles Darwin realizó su famoso viaje, y fue también un pionero en la meteorología, pues hizo de la predicción del clima una realidad. También fue hidrógrafo.

## Historia
La estación de ferrocarril homónima se inauguró en 1914. La localidad prosperó mientras el tren existía, luego de su cierre (en 1978) el pueblo se fue despoblando hasta volverse un caserío. En el pasado gran parte del pueblo se dedicaba a la hotelería, pudiendo aún verse los cartes borrosos de dichos hoteles. Hoy una buena parte de sus viviendas están deshabitadas y el único medio activo de supervivencia es gracias a la estación de servicios de combustibles que es parada obligatoria y el empleo público. Existió una estafeta postal hasta la década de 1980 y la estación de tren se mantiene en pie, en buen estado de conservación.
La baja actividad económica, junto con la desaparición del ferrocarril hicieron de Fitz Roy casi un pueblo fantasma, que hoy solo es aun sombra de lo que fue.

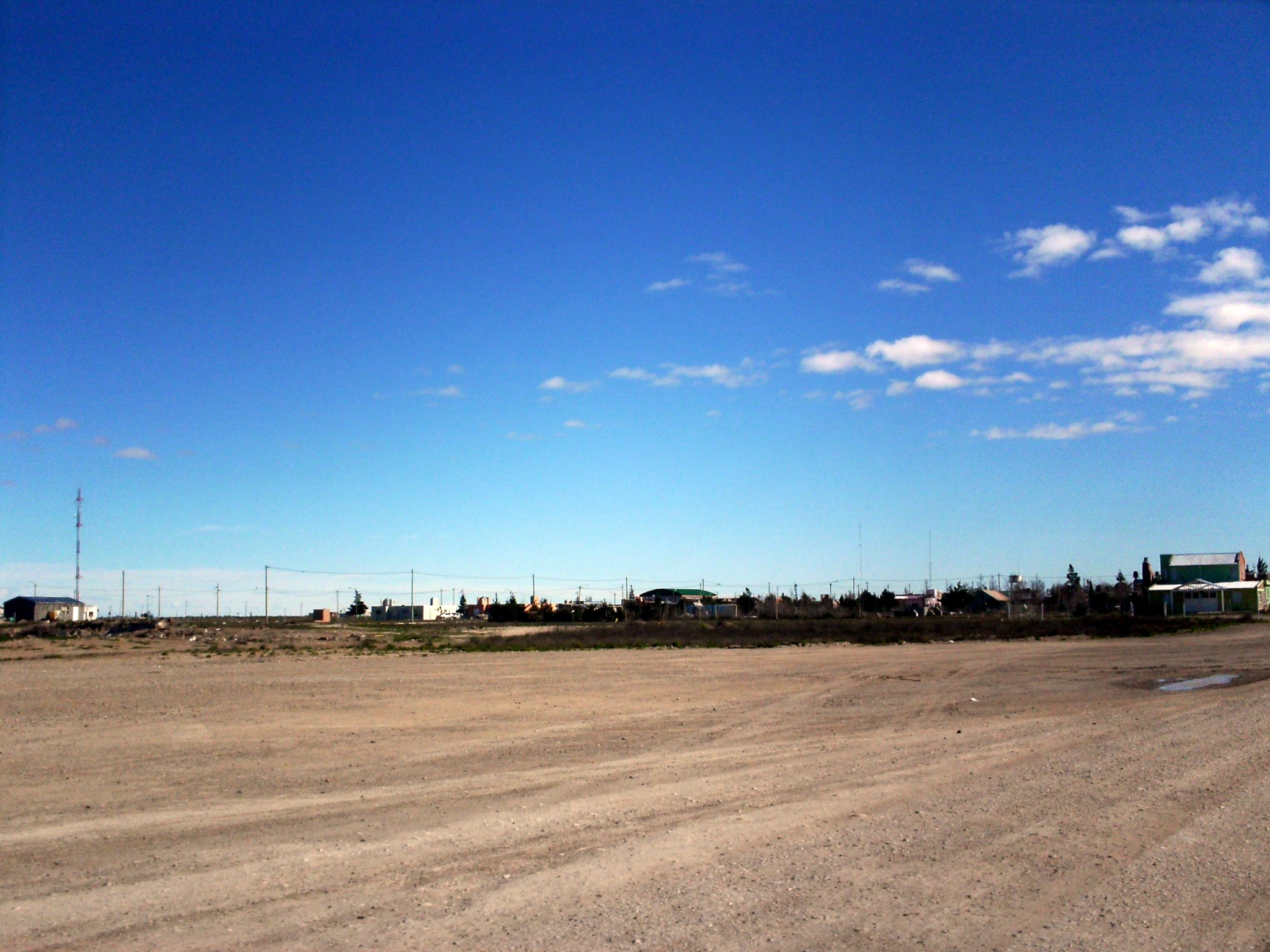
El pueblo de Fitz Roy desde la ruta 3

## Población
Contó con 326 habitantes (Indec, 2010), de los cuales el 144 mujeres y 182 hombres; lo que representó un incremento del 87,3% frente a los 174 habitantes (Indec, 2001) del censo anterior. 
Para el censo 2022 la población se combinó con la de Jaramillo por compartir cercanía y comisión de fomento y arrojó 807 habitantes. Además, se registraron 323 viviendas. El censo registró una población individual de 424 habitantes que se repartieron entre 230 hombres y 194 mujeres. Sin embargo, las cifras obtenidas fueron estimativas solo teniendo en cuenta a la población en viviendas particulares; es decir, excluyendo del dato a la población institucional y las personas sin hogar. Gracias a este censo también fue posible conocer su densidad, tamaño urbano y que por primera vez Fitz Roy superó en población a Jaramillo.
| Gráfica de evolución demográfica de Fitz Roy entre 1991 y 2022 |
|                                                                |
| Fuente: Censos nacionales del INDEC                            |

## Galería
|                     |
| Policía del pueblo. |

|                                                          |
| Cartel nomenclador de la estación con su poblado detrás. |

|                                               |
| Tanque de agua conservado junto con las vías. |

| |
| Parte posterior de la estación. También se observa un antiguo vagón de carga sin ruedas usado como depósito. |

|                                                        |
| Señal ferroviaria rota, detrás el poblado de Fitz Roy. |

|                                                                      |
| Edificio antiguo que fuera hotel y estación de servicio en Fitz Roy. |

|                                                 |
| Robert FitzRoy, quien da nombre a la localidad. |